# San Zenone degli Ezzelini
San Zenone degli Ezzelini – miejscowość i gmina we Włoszech, w regionie Wenecja Euganejska, w prowincji Treviso.
Według danych na rok 2004 gminę zamieszkiwało 6506 osób, 342,4 os./km².